# Cixius flaviceps
Cixius flaviceps är en insektsart som beskrevs av Matsumura 1913. Cixius flaviceps ingår i släktet Cixius och familjen kilstritar. Inga underarter finns listade i Catalogue of Life.